# 堀啓次郎

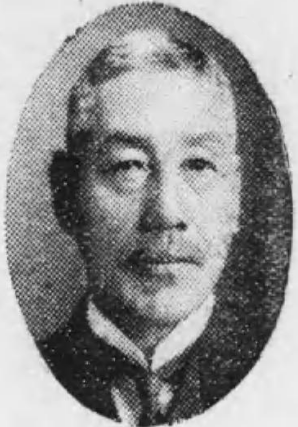
堀啓次郎

堀 啓次郎（ほり けいじろう、1867年2月7日（慶応3年1月3日）- 1944年（昭和19年）10月8日）は、明治から昭和前期の実業家、政治家。大阪商船社長、阪神電気鉄道社長、貴族院勅選議員。

## 経歴
加賀国石川郡金沢（現在の石川県金沢市）で加賀藩士・堀五平の長男として生まれ、親族・堀霞の養子となる。1890年（明治23年）第一高等中学校を卒業し、1893年（明治26年）7月、帝国大学法科大学法津学科を卒業した。官界に進むことを好まず、郷里の先輩早川千吉郎に民間企業への紹介を依頼し、中橋和之の推薦で1893年7月、大阪露油合資会社に入社し手代格となる。
大阪露油での働きが認められ、1895年（明治28年）12月、系列の大阪商船に転じ試験雇を務めた。その後、仁川支店長、神戸支店長を経て、1902年（明治35年）1月、上海支店長となり、運輸課長を経て、1907年（明治40年）取締役理事、1911年（明治44年）副社長、1914年（大正3年）11月に社長に就任し、中橋徳五郎、山岡順太郎と共に大阪商船中興の三傑と称された。1934年（昭和9年）6月、相談役となる。その他、住友銀行取締役、日清汽船取締役、日本船主協会会長、日本商工会議所顧問、経済審議会委員、国際貸借審議会委員、国際観光委員会委員、大阪高等工業学校商議委員などを務めた。
同郷の後輩小倉正恒の懇請により1931年（昭和6年）10月、阪神電気鉄道社長に就任し、1935年（昭和10年）4月まで在任した。大阪商船社長と兼務で、また後に貴族院議員となり多忙のため、実務は今西与三郎専務と山口覚二常務に任せきりであったが、今西は堀の存在が阪神電鉄に信用を与え、事業の推進に大きく貢献したと評価している。
1932年（昭和7年）3月15日、貴族院勅選議員に任じられ、研究会に属して死去するまで在任した。

## 著作
- 編『国際労働会議々事梗概 第2回』堀啓次郎、1921年。

## 伝記
- 『堀啓次郎翁追懐録』堀啓次郎翁追懐録編纂会、1949年。